# Każymukan Mungajtpasuły
Każymukan Mungajtpasuły (Қажымұқан Мұңайтпасұлы, ros. Хаджимукан Мунайтпасов, Hadżymukan Munajtpasow; ur. w 1871 we wsi Karaotkiel w obwodzie akmołskim, zm. 12 sierpnia 1948 w kołchozie Leninskoje znamja) – kazachski zapaśnik, wielokrotny mistrz świata w stylu klasycznym. 
Mierzył 174 centymetry, a ważył 95 kilogramów. Walczył w przeszło 54 krajach świata, zdobył łącznie 48 medali. Jednym z przełomowych momentów w jego karierze był rok 1910, kiedy to w Buenos Aires zdobył złoty medal i po raz pierwszy został mistrzem świata.
Zmarł 12 sierpnia 1948 w kołchozie Leninskoje znamja w prowincji południowokazachskiej, nie pozostawiając po sobie żadnych uczniów ani kontynuatorów, opuszczając swoje 4 żony pozostałe w Turkiestanie. 
W 1980 roku otwarto muzeum słynnego wojownika. Jego imię noszą główne ulice miast takich, jak Ałmaty, Astana, Semej; na jego cześć nazwano również centralny stadion Astany oraz stadion w Szymkencie. Na kanwie jego historii oparte były filmy „Hadżi-Mukan” (1978) oraz „Znaj naszych!” (1985), z udziałem Bachytżana Esżanowa, Gieorgija Martirosjana oraz Aleksandra Pankriatow-Czornogo.